# 785
785 (DCCLXXXV) var ett normalår som började en lördag i den julianska kalendern.

## Händelser

### Okänt datum
- Köln blir ärkebiskopssäte. Till detta ärkestift läggs Osnabrück och Bremen.

## Födda
- Tian Bu, kinesisk general.
- Zhang Yunshen, kinesisk general.

## Avlidna
- Huaisu, kinesisk kalligraf.
- Ōtomo no Yakamochi, japansk statsman och poet.